# Olivier Peyon
Pour les articles homonymes, voir Peyon.
Olivier Peyon est un réalisateur et scénariste français, né le 23 janvier 1969 à L'Haÿ-les-Roses dans le Val-de-Marne.

## Biographie
Olivier Peyon est né et a grandi dans la région parisienne. Il suit des études de sciences économiques à Nantes avant de revenir à Paris pour travailler comme assistant de production, notamment sur les films d'Idrissa Ouedraogo.
Après avoir travaillé au Centre national de la cinématographie, il réalise quatre courts métrages : Promis, juré (1996), primé à Rennes, Jingle Bells (1997), sélectionné à la 54e Mostra de Venise et primé à Brest, Sarlat et Rennes, Claquage après étirements (2000), et À tes amours, primé à New York, Gardanne, Luchon et La Ciotat. Ces deux derniers films sont aussi nommés aux Lutins du court métrage.

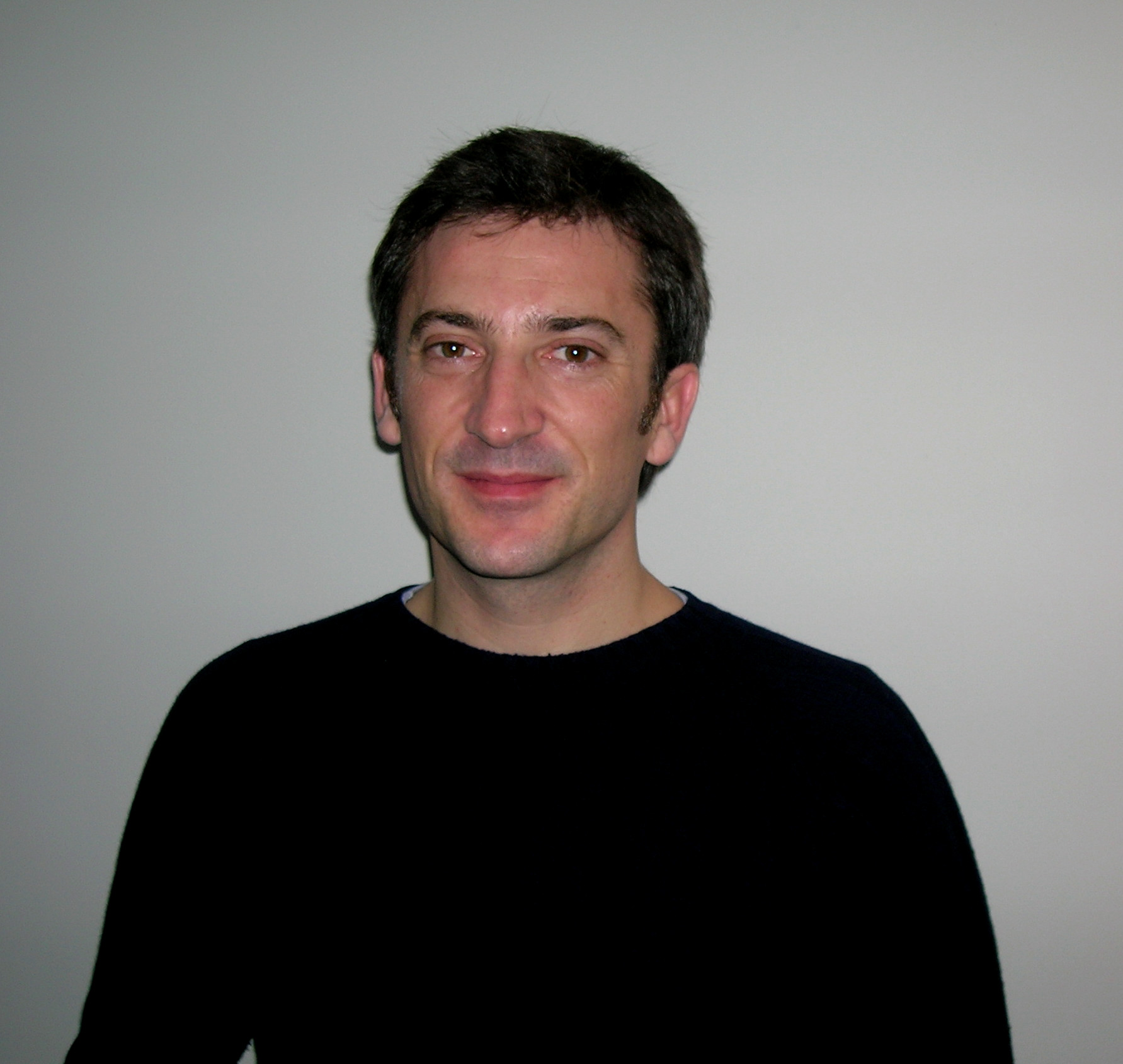
Olivier Peyon en 2007, lors d'une conférence de presse pour Les Petites Vacances.

Parallèlement, il traduit plus de cent cinquante films anglophones pour leur distribution française, dont ceux de Joel et Ethan Coen (Fargo, The Big Lebowski, O'Brother, Intolérable Cruauté), Ken Loach (Le vent se lève), Stephen Frears (High Fidelity, The Hi-Lo Country), Danny Boyle (Trainspotting,, Petits meurtres entre amis, Une vie moins ordinaire) ou encore Quatre mariages et un enterrement, Dans la peau de John Malkovich, Coup de foudre à Notting Hill, Usual Suspects et la série Les Experts.
En 2007 sort son premier long métrage pour le cinéma, Les Petites Vacances, avec Bernadette Lafont et Claude Brasseur.
Il réalise ensuite deux documentaires pour la collection Empreintes sur France 5 : Élisabeth Badinter, à contre-courant (2009) et Michel Onfray, philosophe citoyen (2011) avant de revenir au cinéma avec Comment j'ai détesté les maths, long métrage documentaire sur la place qu’ont prise les mathématiques dans nos sociétés contemporaines. Le film a été nommé aux César 2014 du meilleur documentaire. Pour la sortie du DVD, Peyon monte spécialement En route pour la médaille Fields, un portrait de 52 minutes consacré au mathématicien Cédric Villani, au moment de la remise de sa médaille Fields en Inde.

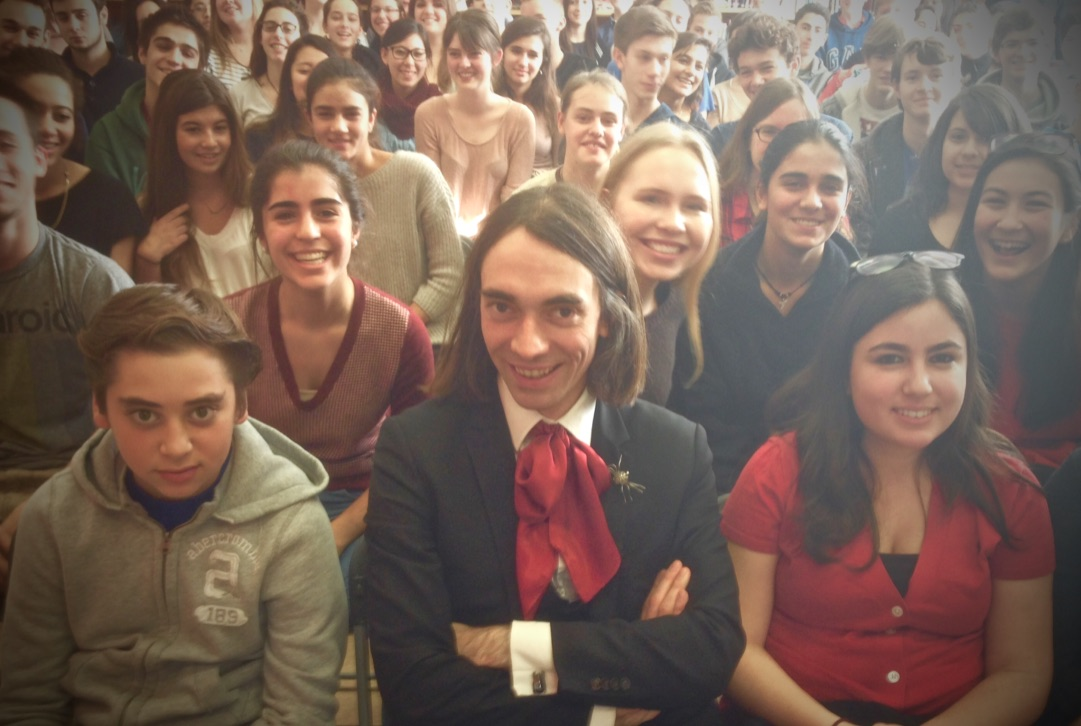
Cédric Villani à Toronto en 2014 pour présenter le film En route pour la médaille Fields

En 2017 sort Une vie ailleurs avec Isabelle Carré et Ramzy Bedia, tourné en Uruguay (à Montevideo et Florida).
La même année sort Latifa, le cœur au combat, long métrage documentaire co-réalisé avec Cyril Brody, consacré à Latifa Ibn Ziaten, la mère d'Imad Ibn Ziaten, le premier soldat assassiné par Mohammed Merah. Produit et distribué par Haut et Court, le film est présenté en avant-première mondiale au festival du film de La Rochelle, avant de sortir en salles.
En 2020, il tourne au Japon Tokyo Shaking avec Karin Viard. Inspiré d'une histoire vraie, le film se déroule en mars 2011 à Tokyo avec en toile de fond l'accident nucléaire de Fukushima. La sortie est prévue en mars 2021 pour les dix ans de la catastrophe de Fukushima, mais doit être repoussée de plusieurs mois à cause de la crise du Covid[réf. nécessaire].
En 2021, il publie En toute conscience chez Delcourt (éditions), un roman graphique dont il a écrit le scénario et que Livio Bernardo a dessiné. Le récit est né d’un échange entre les deux amis au sujet des activités militantes du père de Livio, Patrice Bernardo, au sein de l’association « Ultime Liberté »,, qui milite pour l’euthanasie volontaire et le suicide assisté. En toute conscience raconte comment ces militants de la première heure aident ceux qui le désirent à mettre fin à leurs jours, dans la plus grande illégalité.
Fin 2021, il tourne à Cognac et sa région, l'adaptation cinématographique d'Arrête avec tes mensonges, le roman à succès de Philippe Besson, avec Guillaume de Tonquédec et Victor Belmondo dans les rôles principaux. Le film, également intitulé Arrête avec tes mensonges, est sélectionné au Festival du film francophone d'Angoulême en 2022

## Filmographie
Olivier Peyon est scénariste ou coscénariste de tous les films qu'il réalise.

### Longs métrages
- 2007 : Les Petites Vacances
- 2013 : Comment j'ai détesté les maths
- 2017 : Une vie ailleurs
- 2017 : Latifa, le cœur au combat
- 2021 : Tokyo Shaking
- 2022 : Arrête avec tes mensonges

### Courts métrages
- 1996 : Promis, juré
- 1997 : Jingle Bells
- 2001 : Claquage après étirements
- 2001 : À tes amours[24]

### Documentaires
- 2009 : Élisabeth Badinter, à contre-courant (collection Empreintes)
- 2011 : Michel Onfray, philosophe citoyen (collection Empreintes)
- 2014 : En route pour la médaille Fields (portrait de Cédric Villani, bonus DVD de Comment j'ai détesté les maths)[25]

## Publication
Scénariste de bande dessinée :
- 2021 : En toute conscience, dessins de Livio Bernardo, Delcourt

## Distinctions

### Récompenses
- Prix d'Alembert 2014 pour Comment j'ai détesté les maths[26]
- Festival international de Mannheim-Heidelberg 2017 : prix du public et prix œcuménique pour Une vie ailleurs

### Nomination
- César 2014 : meilleur film documentaire pour Comment j'ai détesté les maths

### Sélections en compétition
- Festival du film européen de Bruxelles 1997 : meilleur court-métrage pour Promis, juré
- Mostra de Venise 1997 : en compétition officielle des courts métrages pour Jingle Bells
- Festival international du film francophone de Namur 2002 : meilleur court-métrage pour Claquage après étirements
- Festival international de Mannheim-Heidelberg 2006 : meilleur film pour Les Petites Vacances
- Festival 2 Cinéma 2 Valenciennes[Quand ?] pour Une vie ailleurs[réf. nécessaire]